# ベネッセビースタジオ
株式会社ベネッセビースタジオは、語学サービスを事業とした会社。創業は1975年。当初は、全研本社の一部門だったが、会社合併・分割等を経て、2007年10月1日に株式会社ミネルヴァインテリジェンスに社名変更し「こども英会話のミネルヴァ」を運営していた。2014年11月に買収によりベネッセコーポレーショングループ入りした。2018年4月「Benesse BE studio」となりブランド名が消滅した。

## 概要
子供専門英会話教室の運営を中心に、教材の製作・販売、自治体へのALT講師派遣・教員語学研修、子供英会話教室講師の育成等を行っていた。
会社名と同じ「こども英会話のミネルヴァ」のブランド名でこども専門英会話、「こども英会話講師養成スクール」の名称で講師育成の教室を開いていた。
直営教室の展開範囲は首都圏・関西圏をメインに北海道から九州までの広い地域にわたっていたが、少子化と競合他社の参入を受けて教室の再編を進めた。小学校外国語活動の本格化を背景とした小中学校への外国人講師派遣や、幼稚園・保育園への英会話講師派遣、また35年以上の講師育成経験で培ったノウハウに基づく講師養成スクールなどの事業を伸ばした。
2000年には兵庫県宝塚市に「BL-kids 宝塚学園」を開設、また2010年4月には神奈川県横浜市に「Monarch International Preschool」を開設し、未就学幼児の英語保育施設の運営にも着手した。
2010年、関西圏で展開していたブランド「ワールド学院」を統合した。

2014年11月4日付でベネッセホールディングスが全株式を買収。株式会社ミネルヴァインテリジェンスとなりベネッセコーポレーショングループ入りしたが「こども英会話のミネルヴァ」ブランドは存続した。
2018年4月、ベネッセホールディングスは、「Benesseこども英語教室」と「こども英会話のミネルヴァ」を統合し、新ブランド「Benesse BE studio」を設立、株式会社ベネッセビースタジオが運営する。